# Leucopis bipunctata
Leucopis bipunctata är en tvåvingeart som beskrevs av Gabriel Strobl 1898. Leucopis bipunctata ingår i släktet Leucopis och familjen markflugor. Inga underarter finns listade i Catalogue of Life.